# FiNBOX
FiNBOX (volledig: Financiële inbox) was een betalingsmethode om online middels internetbankieren een factuur of acceptgiro te verwerken en werd in 2012 geïntroduceerd in als gezamenlijk project van ING, Rabobank en ABN AMRO.
De FiNBOX fungeert als een digitale brievenbus voor financiële post waarin bedrijven en organisaties deze kunnen deponeren. Zo kan de ontvanger van bijvoorbeeld een factuur of acceptgiro deze direct betalen zonder eerst alle gegevens over te typen. Het voordeel van deze betalingswijze is vooral gelegen in de besparing van miljoenen jaarlijks per post verzonden papieren acceptgiro's.
Zowel ING als de Rabobank en ABN AMRO hadden de FiNBOX in hun betalingssysteem geïntegreerd. ING besloot om per 1 januari 2016 te stoppen met FiNBOX. ABN AMRO besloot om per 1 januari 2017 te stoppen met FiNBOX. De Rabobank stopte op 1 april 2017 met FiNBOX.